# Liste des femmes héros de l'Union soviétique
Ceci est une liste des femmes reconnues Héros de l'Union soviétique.

## Femmes décorées
Cette couleur, ainsi que l'astérisque (*), indique les titres remis à titre posthume.

### Personnel militaire soviétique
| Image | Nom                                                          | Unité militaire                                   | Grade                    | Date de remise du titre | Notes                                  | Références |
| ----- | ------------------------------------------------------------ | ------------------------------------------------- | ------------------------ | ----------------------- | -------------------------------------- | ---------- |
|       | Valentina Grizodoubova Валентина Гризодубова                 | 101e régiment de transport aérien                 | Colonel                  | 2 novembre 1938         |                                        | [ 1 ]      |
|       | Polina Ossipenko Полина Осипенко                             |                                                   | Major                    | 2 novembre 1938         |                                        | [ 2 ]      |
|       | Marina Raskova Марина Раскова                                | 587e régiment de bombardiers                      | Major                    | 2 novembre 1938         |                                        | [ 3 ]      |
|       | Ekaterina Zelenko Екатерина Зеленко                          | 135e régiment de bombardiers                      | Lieutenant               | 5 mai 1990 *            | Tuée à l'ennemi le 12 septembre 1941   | [ 4 ]      |
|       | Raïssa Aronova Раиса Аронова                                 | 588 NBAP                                          | Major                    | 15 mai 1946             |                                        | [ 5 ]      |
|       | Vera Belik Вера Белик                                        | 588 NBAP                                          | Lieutenant               | 23 février 1945 *       | Tuée à l'ennemi le 25 août 1944        | [ 6 ]      |
|       | Tatiana Makarova Татьяна Макарова                            | 588 NBAP                                          | Lieutenant               | 23 février 1945 *       | Tuée à l'ennemi le 25 août 1944        | [ 6 ]      |
|       | Marina Tchetchneva Марина Чечнева                            | 588 NBAP                                          | Major                    | 15 août 1946            |                                        | [ 7 ]      |
|       | Roufina Gacheva Руфина Гашева                                | 588 NBAP                                          | Major                    |                         |                                        | [ 8 ]      |
|       | Olga Sanfirova Ольга Санфирова                               | 588 NBAP                                          | Capitaine                | 23 février 1945 *       | Tuée à l'ennemi le 13 décembre 1944    | [ 8 ]      |
|       | Polina Gelman Полина Гельман                                 | 588 NBAP                                          | Major                    | 15 mai 1946             |                                        | [ 9 ]      |
|       | Antonina Khoudiakova Антонина Худякова                       | 588 NBAP                                          | Lieutenant               | 15 mai 1946             |                                        | [ 10 ]     |
|       | Larissa Litvinova Лариса Литвинова                           | 588 NBAP                                          | Capitaine                | 23 février 1945         |                                        | [ 11 ]     |
|       | Natalia Mekline Наталья Меклин                               | 588 NBAP                                          | Major                    | 23 février 1945         |                                        | [ 12 ]     |
|       | Ievdokia Nikoulina Евдокия Никулина                          | 588 NBAP                                          | Major                    | 26 octobre 1944         |                                        | [ 13 ]     |
|       | Ievdokia Nosal Евдокия Носаль                                | 588 NBAP                                          | Lieutenant               | 24 mai 1943 *           | Tuée à l'ennemi le 23 avril 1943       | [ 14 ]     |
|       | Zoïa Parfenova Зоя Парфёнова                                 | 588 NBAP                                          | Lieutenant               | 18 août 1945            |                                        | [ 15 ]     |
|       | Ievdokia Pasko Евдокия Пасько                                | 588 NBAP                                          | Lieutenant               | 26 octobre 1944         |                                        | [ 16 ]     |
|       | Nadejda Popova Надежда Попова                                | 588 NBAP                                          | Capitaine                | 23 février 1945         |                                        | [ 17 ]     |
|       | Nina Raspopova Нина Распопова                                | 588 NBAP                                          | Lieutenant               | 15 mai 1946             |                                        | [ 18 ]     |
|       | Ievguenia Roudneva Евгения Руднева                           | 588 NBAP                                          | Lieutenant               | 26 octobre 1944 *       | Tuée à l'ennemi le 9 avril 1944        | [ 19 ]     |
|       | Iekaterina Riabova Екатерина Рябова                          | 588 NBAP                                          | Lieutenant               | 23 février 1945         |                                        | [ 20 ]     |
|       | Irina Sebrova Ирина Себрова                                  | 588 NBAP                                          | Lieutenant               | 23 février 1945         |                                        | [ 21 ]     |
|       | Maria Smirnova Мария Смирнова                                | 588 NBAP                                          | Major                    | 26 octobre 1944         |                                        | [ 22 ]     |
|       | Magouba Syrtlanova Магуба Сыртланова                         | 588 NBAP                                          | Lieutenant               | 15 mai 1946             |                                        | [ 23 ]     |
|       | Nina Oulianenko Нина Ульяненко                               | 588 NBAP                                          | Lieutenant               | 18 août 1945            |                                        | [ 24 ]     |
|       | Ievgenia Jigoulenko Евгения Жигуленко                        | 588 NBAP                                          | Major                    | 23 février 1945         |                                        | [ 25 ]     |
|       | Mariya Dolina Мария Долина                                   | 125e régiment de bombardiers                      | Major                    | 18 août 1945            |                                        | [ 26 ]     |
|       | Galina Djounkovskaïa Галина Джунковская                      | 125e régiment de bombardiers                      | Major                    | 18 août 1945            |                                        | [ 27 ]     |
|       | Nadejda Fedoutenko Надежда Федутенко                         | 125e régiment de bombardiers                      | Major                    | 18 août 1945            |                                        | [ 28 ]     |
|       | Klavdia Fomitcheva Клавдия Фомичёва                          | 125e régiment de bombardiers                      | Lieutenant Colonel       | 18 août 1945            |                                        | [ 29 ]     |
|       | Antonina Zoubkova Антонина Зубкова                           | 125e régiment de bombardiers                      | Capitaine                | 18 août 1945            |                                        | [ 30 ]     |
|       | Lidia Litviak Лидия Литвяк                                   | 73e régiment de chasse de la Garde                | Lieutenant               | 5 mai 1990              |                                        | [ 31 ]     |
|       | Tamara Konstantinova Тамара Константинова                    | 999e régiment de l'armée de terre                 | Lieutenant               | 29 juin 1945            |                                        | [ 32 ]     |
|       | Anna Iegorova Анна Тимофеева                                 | 805e régiment de l'armée de terre                 | Lieutenant               | 6 mai 1965              |                                        | [ 33 ]     |
|       | Tatiana Baramzina Татьяна Барамзина                          | 252e régiment des tirailleurs                     | Caporal                  | 24 mars 1945 *          | Tuée à l'ennemi le 5 juillet 1944      | [ 34 ]     |
|       | Elena Stempkovskaïa Елена Стемпковская                       | 216e régiment des tirailleurs                     | Sergent                  | 15 mai 1946 *           | Tuée à l'ennemi le 26 juin 1942        | [ 35 ]     |
|       | Manchouk Mametova Маншук Маметова                            | 21e division des tirailleurs                      | Sergent                  | 1er mars 1944 *         | Tuée à l'ennemi le 15 octobre 1943     | [ 36 ]     |
|       | Nina Onilova Нина Онилова                                    | 54e régiment des tirailleurs                      | Sergent                  | 14 mai 1965 *           | Morte de ses blessures le 8 mars 1942  | [ 37 ]     |
|       | Maria Batrakova Мария Батракова                              | 463e régiment des tirailleurs                     | Lieutenant               | 19 mars 1944            |                                        | [ 38 ]     |
|       | Anna Nikandrova Анна Никандрова                              | 426e régiment des tirailleurs                     | Lieutenant               | 24 mars 1945 *          | Tuée à l'ennemi le 23 juin 1944        | [ 39 ]     |
|       | Tatiana Kostyrina Татьяна Костырина                          | 691e régiment des tirailleurs                     | Sergent                  | 16 mai 1944 *           | Tuée à l'ennemi le 22 novembre 1942    | [ 40 ]     |
|       | Natalia Kovchova Наталья Ковшова                             | 528e régiment des tirailleurs                     | Soldat                   | 14 février 1943 *       | Tuée à l'ennemi le 14 août 1942        | [ 41 ]     |
|       | Maria Polivanova Мария Поливанова                            | 528e régiment des tirailleurs                     | Soldat                   | 14 février 1943 *       | Tuée à l'ennemi le 14 août 1942        | [ 41 ]     |
|       | Aliya Moldagulova Алия Молдагулова                           | 54e brigade indépendante des tirailleurs          | Corporal                 | 4 juin 1944 *           | Tuée à l'ennemi le 14 janvier 1944     | [ 42 ]     |
|       | Lioudmila Pavlitchenko Людмила Павличенко                    | 54e régiment des tirailleurs                      | Major                    | 25 octobre 1943         |                                        | [ 43 ]     |
|       | Irina Levtchenko Ирина Левченко                              | 41e brigade des tanks                             | Lieutenant Colonel       | 6 mai 1965              |                                        | [ 44 ]     |
|       | Maria Oktiabrskaïa Мария Октябрьская                         | 26e brigade des tanks                             | Sergent                  | 2 août 1944 *           | Morte de ses blessures le 15 mars 1944 | [ 45 ]     |
|       | Mariya Baïda Мария Байда                                     | 514e régiment des tirailleurs                     | Sergent                  | 20 juin 1942            |                                        | [ 46 ]     |
|       | Maria Borovitchenko Мария Боровиченко                        | 32e régiment d'artillerie                         | Sergent                  | 6 mai 1965 *            | Tuée à l'ennemi le 4 juillet 1943      | [ 47 ]     |
|       | Valeriia Gnarovskaïa Валерия Гнаровская                      | 907e régiment des tirailleurs                     | Médecin                  | 3 juin 1944 *           | Tuée à l'ennemi le 23 septembre 1943   | [ 48 ]     |
|       | Vera Kachtcheïeva Вера Кащеева                               | 120e régiment des tirailleurs                     | Lieutenant               | 28 février 1944         |                                        | [ 49 ]     |
|       | Ksenia Konstantinova Ксения Константинова                    | 730e régiment des tirailleurs                     | Médecin                  | 4 juin 1944 *           | Capturée et tuée le 1er octobre 1943   | [ 50 ]     |
|       | Liudmila Kravets Людмила Кравец                              | 63e régiment des tirailleurs                      | Sergent                  | 31 mai 1945             |                                        | [ 51 ]     |
|       | Zinaida Mareseva Зинаида Маресева                            | 214e régiment des tirailleurs                     | Sergent                  | 22 février 1944 *       | Morte de ses blessures le 6 août 1943  | [ 52 ]     |
|       | Fedora Pouchina Федора Пушина                                | 520e régiment des tirailleurs                     | Lieutenant               | 10 janvier 1944 *       | Tuée à l'ennemi le 6 novembre 1943     | [ 53 ]     |
|       | Zinaida Samsonova Зинаида Самсонова                          | 667e régiment des tirailleurs                     | Sergent                  | 3 juin 1944 *           | Tuée à l'ennemi le 27 janvier 1944     | [ 54 ]     |
|       | Maria Chtcherbachenko Мария Щербаченко                       | 835e régiment des tirailleurs                     | Personnel non combattant | 23 octobre 1943         |                                        | [ 55 ]     |
|       | Maria Chkarletova Мария Шкарлетова                           | 170e régiment des tirailleurs                     | Personnel non combattant | 24 mars 1945            |                                        | [ 56 ]     |
|       | Zinaida Tousnolobova-Martchenko Зинаида Туснолобова-Марченко | 1849e régiment des tirailleurs                    | Médecin                  | 6 décembre 1957         |                                        | [ 57 ]     |
|       | Ekaterina Mikhailova-Demina Екатерина Михайлова-Дёмина       | 369e bataillon indépendant de l'infanterie navale | Premier maître           | 5 mai 1990              |                                        | [ 58 ]     |
|       | Galina Petrova Антонина Петрова                              | 386e bataillon indépendant de l'infanterie navale | Premier maître           | 17 novembre 1943 *      | Tuée à l'ennemi le 8 décembre 1943     | [ 59 ]     |
|       | Maria Tsoukanova Мария Цуканова                              | 355e bataillon indépendant de l'infanterie navale | Corporal                 | 14 septembre 1945 *     | Tuée à l'ennemi le 14 août 1945        | [ 60 ]     |
|       | Nina Gnilitskaïa Нина Гнилицкая                              | 383e division des tirailleurs                     | Soldat                   | 31 mars 1943 *          | Tuée à l'ennemi le 10 décembre 1941    | [ 61 ]     |

### Civiles soviétiques
| Image | Nom                                       | Date de remise du titre | Notes                                | Références |
| ----- | ----------------------------------------- | ----------------------- | ------------------------------------ | ---------- |
|       | Elizaveta Tchaïkina Елизавета Чайкина     | 6 mars 1942 *           | Capturée et tuée le 22 novembre 1941 | [ 62 ]     |
|       | Yelena Kolessova Елена Колесова           | 21 novembre 1944 *      | Tuée à l'ennemi le 11 septembre 1942 | [ 63 ]     |
|       | Zoïa Kosmodemianskaïa Зоя Космодемьянская | 16 février 1942 *       | Capturée et tuée le 29 novembre 1941 | [ 64 ]     |
|       | Tatiana Marinenko Татьяна Мариненко       | 8 mai 1965 *            | Capturée et tuée le 2 février 1942   | [ 65 ]     |
|       | Anna Maslovskaïa Анна Масловская          | 15 mai 1944             |                                      | [ 66 ]     |
|       | Marytė Melnikaitė Мария Мельникайте       | 22 mars 1944 *          | Capturée et tuée le 13 juillet 1943  | [ 67 ]     |
|       | Antonina Petrova Антонина Петрова         | 8 avril 1942 *          | Tuée à l'ennemi le 4 novembre 1941   | [ 68 ]     |
|       | Larissa Ratouchnaïa Лариса Ратушная       | 8 mai 1965 *            | Tuée à l'ennemi le 18 mars 1944      | [ 69 ]     |
|       | Valentina Safronova Валентина Сафронова   | 8 mai 1965 *            | Capturée et tuée le 1er mai 1943     | [ 70 ]     |
|       | Helene Kullmann Леэн Кульман              | 8 mai 1965 *            | Capturée et tuée le 6 mars 1943      | [ 71 ]     |
|       | Anna Lisitsyna Анна Лисицына              | 25 septembre 1943 *     | Tuée à l'ennemi le 3 août 1942       | [ 72 ]     |
|       | Maria Melentieva Мария Мелентьева         | 25 septembre 1943 *     | Capturée et exécutée en 1943         | [ 72 ]     |
|       | Anna Morozova Анна Морозова               | 8 mai 1965 *            | Tuée à l'ennemi en décembre 1944     | [ 73 ]     |
|       | Anastasia Biseniek Анастасия Бисениек     | 9 mai 1965 *            | Capturée et exécutée en octobre 1943 | [ 74 ]     |
|       | Daria Diatchenko Дарья Дьяченко           | 1er juillet 1958 *      | Capturée et tuée le 10 avril 1944    | [ 75 ]     |
|       | Juliana Gromova Ульяна Громова            | 21 septembre 1943 *     | Capturée et tuée le 16 janvier 1943  | [ 76 ]     |
|       | Lioubov Chevtsova Любовь Шевцова          | 21 septembre 1943 *     | Capturée et tuée le 9 février 1943   | [ 76 ]     |
|       | Vera Kharoujaïa Вера Хоружая              | 17 mai 1960 *           | Capturée et tuée le 4 décembre 1942  | [ 77 ]     |
|       | Maria Kisliak Мария Кисляк                | 8 mai 1965 *            | Capturée et tuée le 18 juin 1943     | [ 78 ]     |
|       | Yelena Mazanik Елена Мазаник              | 29 octobre 1943         |                                      | [ 79 ]     |
|       | Maria Ossipova Мария Осипова              | 29 octobre 1943         |                                      | [ 79 ]     |
|       | Nadejda Troïan Надежда Троян              | 29 octobre 1943         |                                      | [ 79 ]     |
|       | Klavdia Nazarova Клавдия Назарова         | 20 août 1945 *          | Capturée et tuée le 12 décembre 1942 | [ 80 ]     |
|       | Zinaïda Portnova Зинаида Портнова         | 1er juillet 1958 *      | Capturée et tuée en janvier 1944     | [ 81 ]     |
|       | Nina Sosnina Нина Соснина                 | 8 mai 1965 *            | Capturée et tuée le 31 août 1943     | [ 82 ]     |
|       | Elena Ubiivovk Елена Убийвовк             | 8 mai 1965 *            | Capturée et tuée le 26 mai 1942      | [ 83 ]     |
|       | Nadejda Volkova Надежда Волкова           | 8 mai 1965 *            | Tuée à l'ennemi le 26 novembre 1942  | [ 84 ]     |
|       | Iefrosinia Zenkova Ефросинья Зенькова     | 1er juillet 1958        |                                      | [ 85 ]     |

### Cosmonautes soviétiques
| Image | Nom                                      | Date de remise du titre                   | Notes | Références |
| ----- | ---------------------------------------- | ----------------------------------------- | ----- | ---------- |
|       | Valentina Terechkova Валентина Терешкова | 22 juin 1963                              |       | [ 86 ]     |
|       | Svetlana Savitskaïa Светлана Савицкая    | 27 août 1982, 29 juillet 1984 (deux fois) |       | [ 86 ]     |

### Personnel militaire étranger
| Nom            | Pays    | Unité                                         | Grade   | Date de remise du titre | Notes                              | Références |
| -------------- | ------- | --------------------------------------------- | ------- | ----------------------- | ---------------------------------- | ---------- |
| Aniela Krzywoń | Pologne | Bataillon Féminin Indépendant "Emilia Plater" | Soldate | 11 novembre 1943 *      | Tuée à l'ennemi le 12 octobre 1943 | [ 86 ]     |